# Storia d'amore
Storia d'amore è un film del 1986 diretto da Francesco Maselli.

## Trama
Bruna è una ragazza che faticosamente s'è conquistata un'indipendenza economica nella Roma del sottoproletariato urbano. Tutte le mattine prende un autobus che la porta in centro, dove lavora in una ditta di pulizie. Bruna conosce Sergio e inizia con lui una relazione che sfocia in una convivenza. La vita della giovane coppia è scossa dall'arrivo di Mario, con cui Bruna ha una relazione, dapprima clandestina ma che successivamente viene palesata. Bruna lascia Sergio per Mario, ma il primo non riesce a superare l'abbandono e continua a gravitare nella vita di Bruna. Mossa quasi da compassione, Bruna accoglie Sergio in casa con  Mario in un triangolo, da cui viene poi gradualmente esclusa, saldandosi invece il rapporto e la complicità tra i due ragazzi.

## Riconoscimenti
- 1986 - Mostra del cinema di Venezia
  - Leone d'argento - Gran premio della giuria a Francesco Maselli
  - Coppa Volpi per la migliore interpretazione femminile a Valeria Golino
  - Candidatura al Leone d'oro a Francesco Maselli
- 1987 - David di Donatello
  - Candidatura a Miglior film a Francesco Maselli
  - Candidatura a Miglior regista a Francesco Maselli
  - Candidatura a Migliore sceneggiatura a Francesco Maselli
  - Candidatura a Miglior attrice protagonista a Valeria Golino
  - Candidatura a Miglior colonna sonora a Giovanna Marini
- 1987 - Nastro d'argento
  - Migliore attrice protagonista a Valeria Golino
  - Candidatura a Migliore soggetto a Francesco Maselli
- 1987 - Globo d'oro
  - Candidatura a Miglior attrice a Valeria Golino
- 1987 - Ciak d'oro
  - Miglior attrice protagonista a Valeria Golino[1]